# Vanessa Arraven
Vanessa Arraven   (Fontenay-aux-Roses, 23 d'octubre de 1983 - Saint-Herblain, 8 de maig de 2022) va ser una escriptora francesa de fantasia urbana i fantàstica.
Els seus textos, que presenten heroïnes fortes. S'inspira en mites i llegendes de diverses cultures d'arreu del món. Tanmateix, ambienta la majoria de les seves històries a França.

## Biografia
Després dels inicis al fanzinat (associació MéluZine; autora a les revistes Borderline i Étreinte) sota el nom de "Vanessa Lamazère", agafa el de Vanessa Terral. L'any 2009 va crear un projecte editorial amateur i va fundar l'associació Transition amb aquesta finalitat. La seva primera novel·la, L'Aube de la guerrière, es va publicar el 2012, després Cinq pas sous terre el 2013, publicada per primera vegada com a sèrie digital abans de la publicació del llibre. Més tard arriba Le Gardien de la Source el 2016, on el que és fantàstic es fa menys present per sentir-se sobretot a l'atmosfera, un biaix que renova a la seva quarta novel·la.: Seul un homme. Va ser amb aquesta publicació que va canviar el seu pseudònim per l'actual.
Narradora, també va donar conferències, especialment sobre xamanisme. El seu interès pel desenvolupament personal i l'espiritualitat la van portar a formar-se en CNV (Comunicació No Violenta, mètode de Marshall Rosenberg), reiki i amb Laurent Huguelit, professor de la branca francesa de la Fundació d'Estudis Xamànics.
Va morir de sobte el 10 de maig de 2022.

## Obres

### Novel·les
- L'Aube de la guerrière, 2012, Éditions du Chat Noir
- Cinq pas sous terre, 2013, éditions du Petit Caveau
- Le Gardien de la source, 2016, éditions Pygmalion
- Seul un homme, 2020, Éditions Pygmalion

### Novel·les curtes
- Drunkenness of the djinn (antologia Black Mambo), 2015, edicions Chat noir

### Recull de contes
- Ainsi commence la Nuit, 2012, Thebookedition

### Obres aïllades
- Au fond des solitudes de métal et d'agate, anthologie Ghost stories, 2011, Éditions Asgard
- Les Flûtes enchantées: Une nouvelle enquête d'Hélianthe Palisède, Éditions du Chat noir, collectif Les Enfants de Walpurgis, 2011
- L’Étincelle en moi (Anthologie Saisons Païennes), 2012, éditions du Chat Noir
- Le Dernier Ours d'Arctique, anthologie Chants de Totems, 2012, Éditions Argemmios
- Ceux qu'on caillasse (Anthologie Zombies et autres infectés), 2014, éditions Griffe d'Encre
- Par ton regard, 2014, éditions Láska
- Contes nippons au coin du feu, 2017, Éditions Hystérie, ISBN 979-10-96218-01-1.

### No-ficció
- Mon cahier chamane, 2021, Éditions Solar, ISBN 978-22-63158-95-7

## Honors
- L'Aube de la guerrière: premi "Coup de cœur ados" del Salon du livre de Saint-Lys, el novembre de 2014